# Bo Spellerberg
Bo Spellerberg (Gladsaxe, 24 de julio de 1979) es un jugador de balonmano danés que juega de central en el TSV St. Omar St. Gallen. Fue un componente de la Selección de balonmano de Dinamarca.
Con la selección ganó el Campeonato Europeo de Balonmano Masculino de 2008 y el Campeonato Europeo de Balonmano Masculino de 2012, entre otras medallas.
En España es conocido por su pase por el Club Balonmano Cantabria en 2008.

## Clubes
- FC København HB (1997-2002)
- KIF Kolding (2002-2008)
- Club Balonmano Cantabria (2008) (cedido)
- KIF Kolding (2008-2012)
- KIF København (2012-2018)
- TSV St.Omar St.Gallen (2018- )

## Palmarés

### KIF Kolding
- Liga danesa de balonmano (4): 2003, 2005, 2006, 2009
- Copa de Dinamarca de balonmano (3): 2005, 2007, 2008

### KIF København
- Liga danesa de balonmano (2): 2014, 2015
- Copa de Dinamarca de balonmano (1): 2013